# 貝里斯駐外機構列表

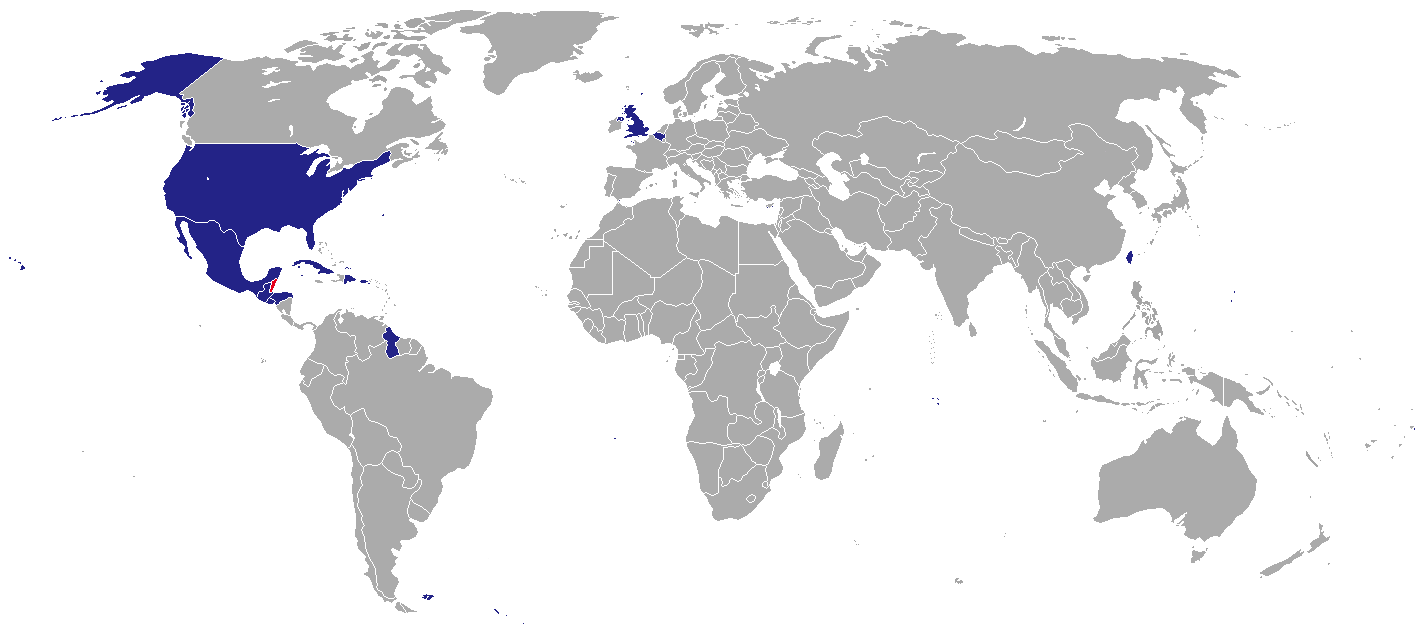
設有貝里斯駐外機構之國家分布
貝里斯
設有貝里斯駐外機構之國家

貝里斯駐外機構列表列出了伯利兹在各國的外交代表機構，包含大使館、領事館、高級專員公署、代表團等。本列表不包含名譽領事館。貝里斯是一個位處墨西哥和危地马拉之間的中美洲國家，也是目前世界上少數承認中華民國並於臺北市設立大使館的國家之一。

## 美洲
- 古巴
  - 哈瓦那（大使館）[1]
- - 聖多明哥（大使館）[2]
- 薩爾瓦多
  - 聖薩爾瓦多（大使館）[3]
- - 瓜地馬拉市（大使館）[4]
- - 乔治敦（高级专员公署）[5]
- - 特古西加尔巴（大使館）[6]
- 墨西哥
  - 墨西哥城（大使館）
- 美国

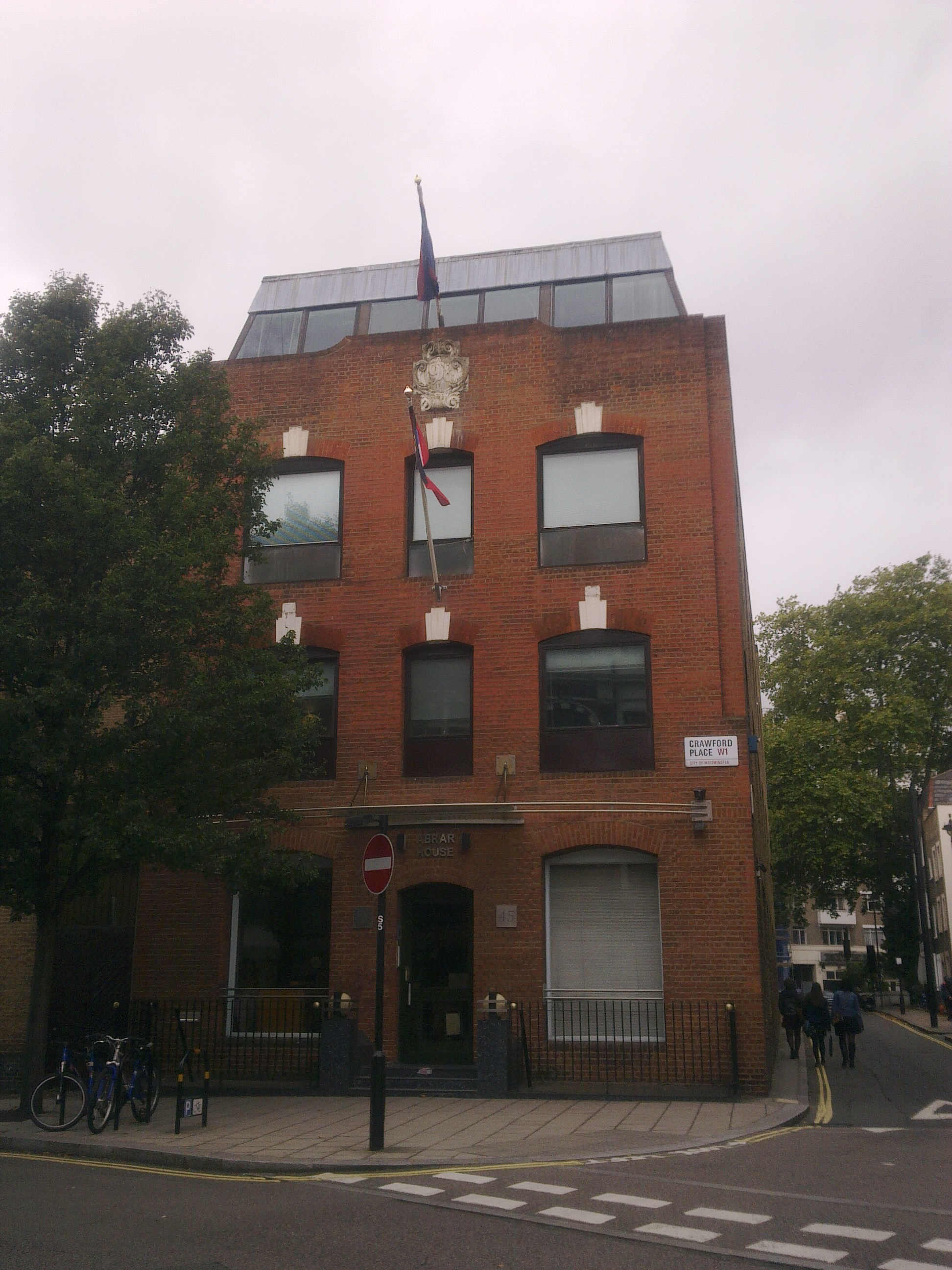
位於倫敦的貝里斯高級專員公署

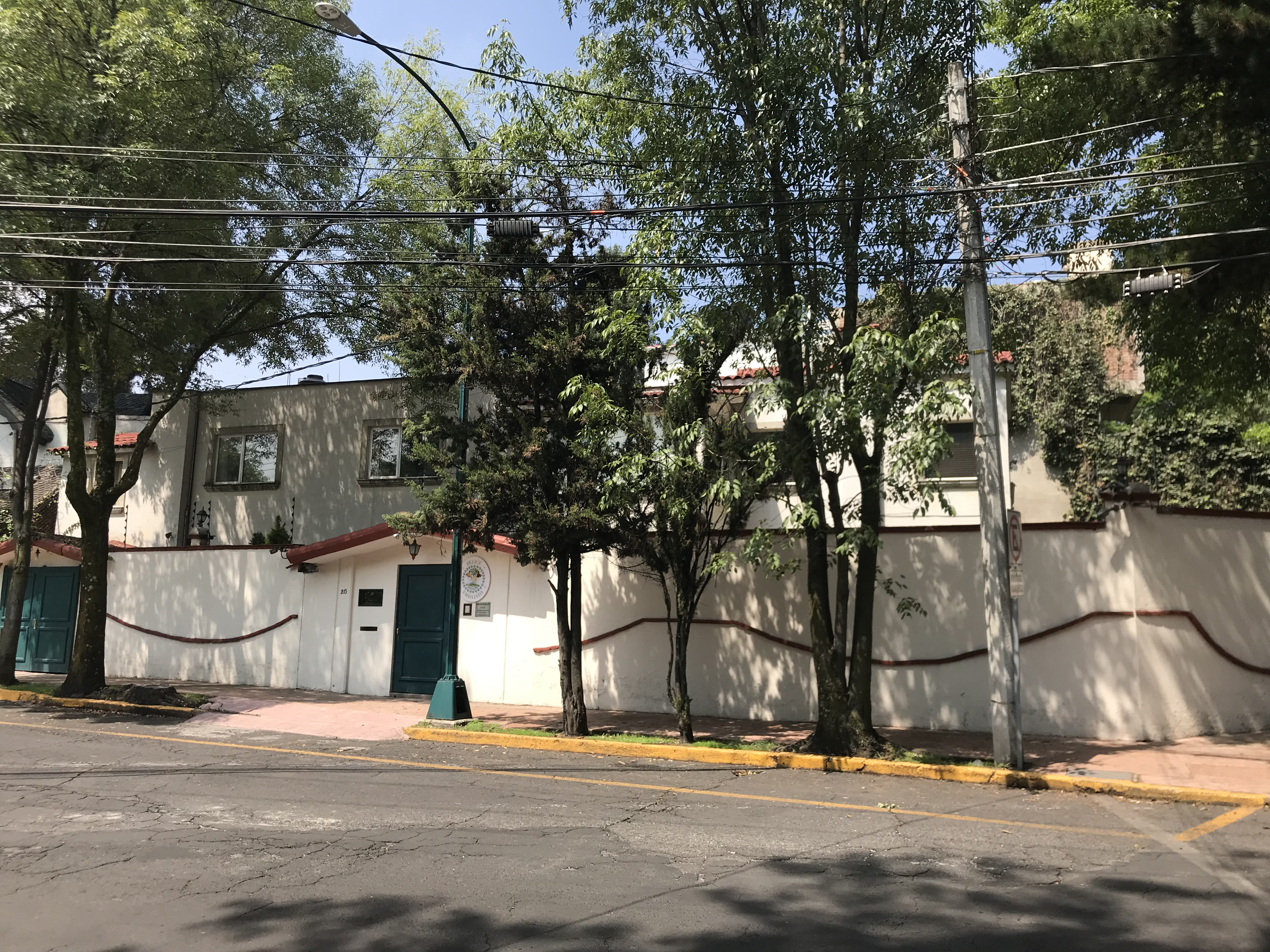
位於墨西哥城的貝里斯大使館

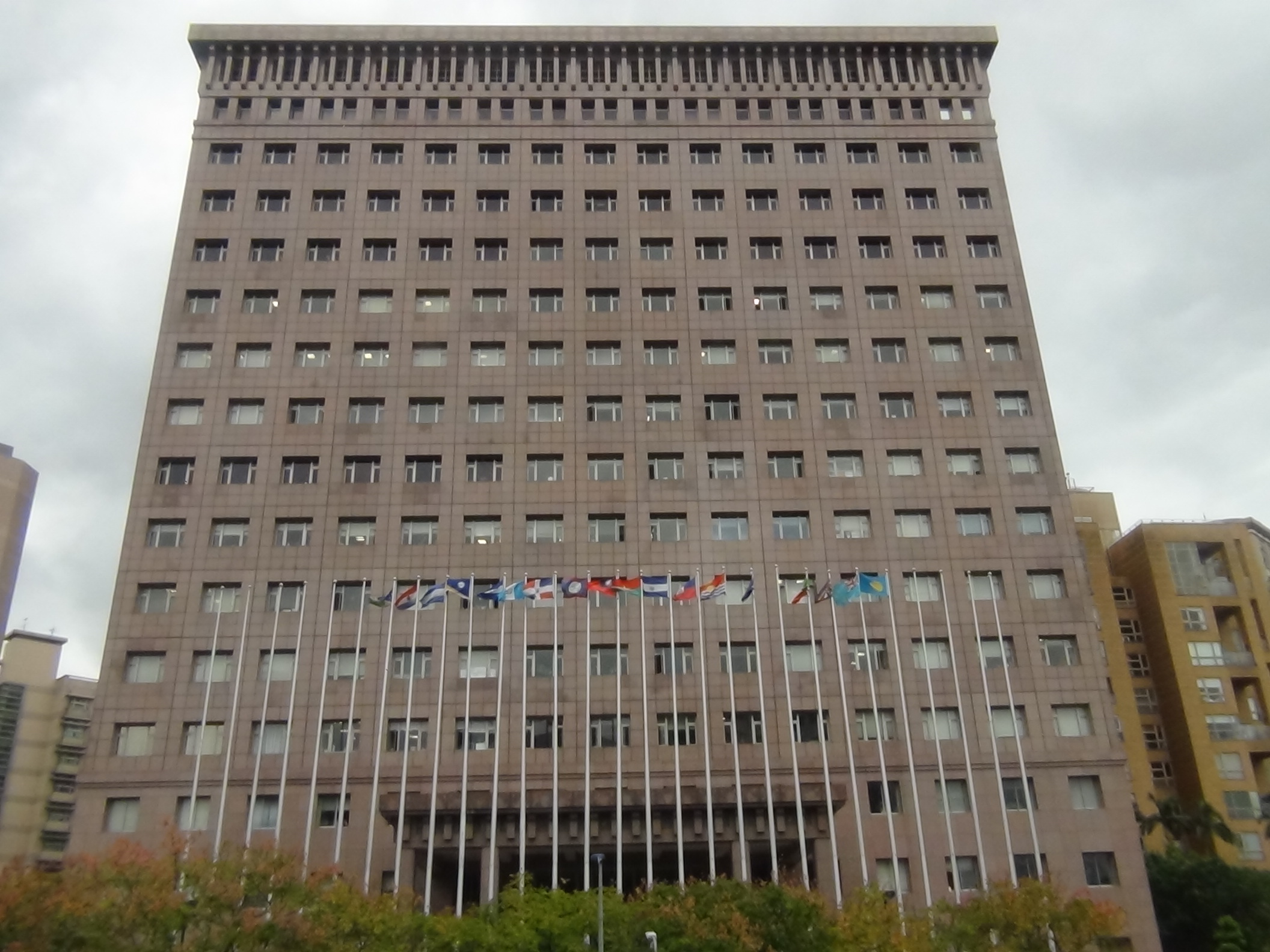
位於台北市的使館特區大樓，貝里斯大使館位於其中

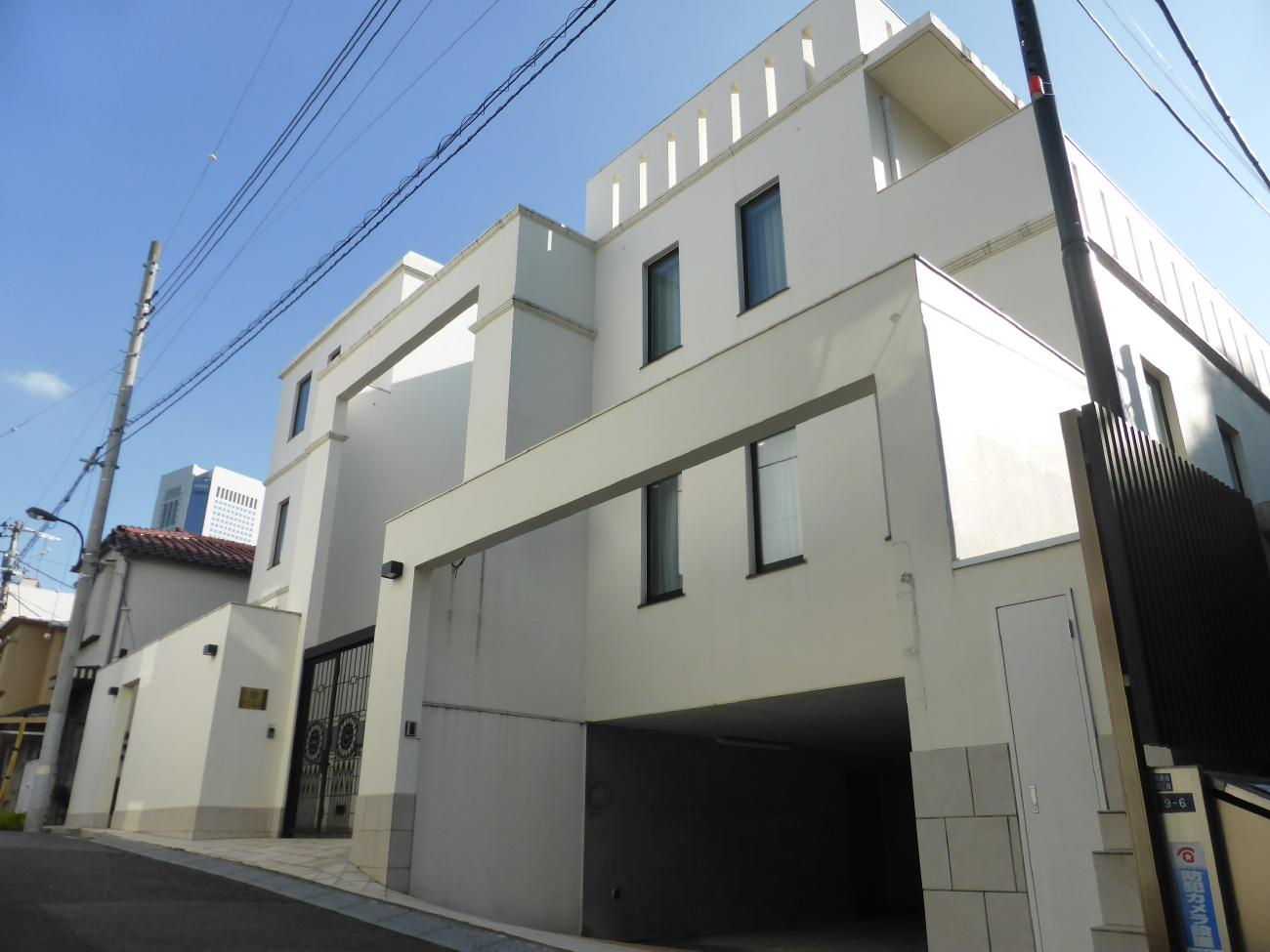
位於東京都的貝里斯大使館

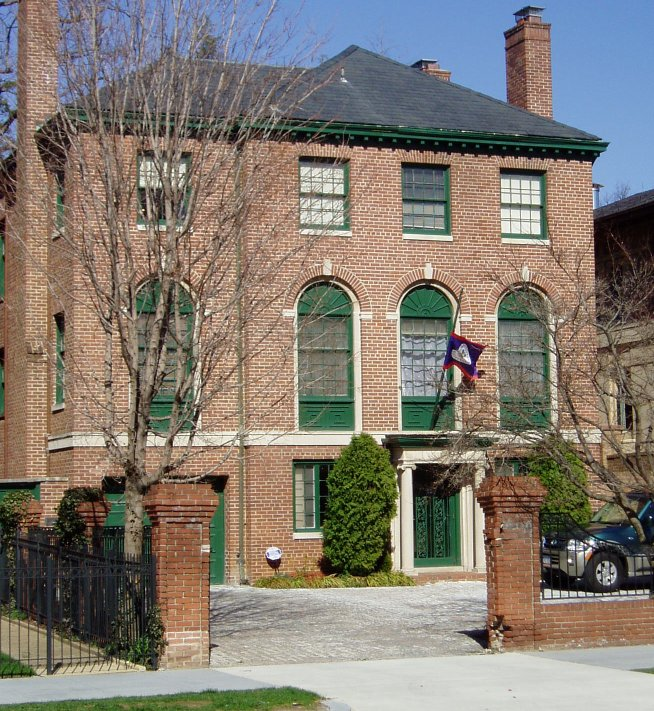
位於華盛頓特區的貝里斯大使館

  - 华盛顿哥伦比亚特区 (大使館（英语：Embassy of Belize in Washington, D.C.）)[註 1]
  - 洛杉矶（總領事館）
  - 纽约市（總領事館）[7]

## 亞洲
- 中華民國（臺灣）
  - 臺北市（大使館）[8]

## 歐洲
- 比利时
  - 布鲁塞尔（大使館）[註 2]
- 聖座
  - 罗马（大使館）[註 3]
- 義大利
  - 米兰（领事馆）[9]
- 英国
  - 伦敦 (高級專員公署（英语：High Commission of Belize, London）)

## 國際組織
- 欧盟
  - 布鲁塞尔（代表團）
- 联合国
  - 纽约（常駐代表團）
- 聯合國教科文組織
  - 巴黎（常駐代表團）
- 聯合國工業發展組織
  - 維也納（常駐代表團）
- 美洲国家组织
  - 华盛顿哥伦比亚特区（常駐代表團）